# فرودگاه بین‌المللی لین کنگ
فرودگاه بین‌المللی لین کنگ (به انگلیسی: Lien Khuong International Airport) (به زبان بومی: Sân bay Quốc tế Liên Khương) یک فرودگاه همگانی با کد یاتا DLI است . این فرودگاه در شهر دا لات کشور ویتنام قرار دارد و در ارتفاع ۹۶۲ متری از سطح دریا واقع شده است.

## شرکت‌های هواپیمایی و مقصدهای پروازی
| شرکت‌های هواپیمایی | مقصدهای پروازی                     |
| ----------------- | ---------------------------------- |
| ویت‌جت ایر         | کت بای، نوا به، تان سون نهات، Vinh |
| ویتنام ایرلاینز   | دا نانگ، نوا به، تان سون نهات      |
| Jetstar Pacific   | نوا به، تان سون نهات، فو بای       |

### Planned additional domestic destinations
- کان تو (کن دو)

### Proposed international destinations
The airport has been upgraded into international standard to serve international flights to سنگاپور، کره جنوبی، لائوس and کامبوج.